# Bealach na Gaeltachta, Dún na nGall

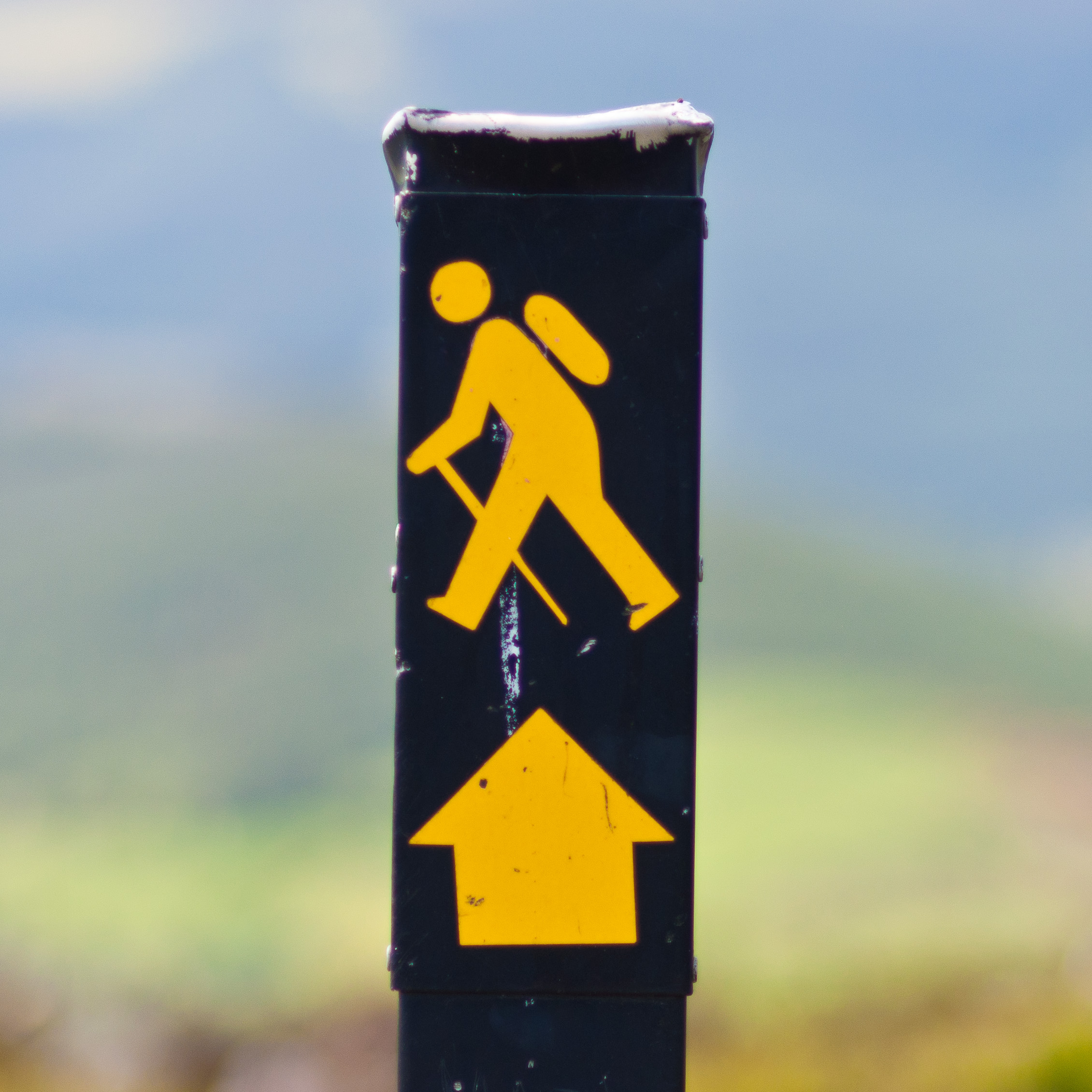
De "walking man" wegmarkering van de National Waymarked Trails in Ierland

De Bealach na Gaeltachta, Dún na nGall (Engels: Gealtacht Way, Donegal) is een reeks van langeafstandswandelpaden in Ierland. De paden werden door het National Trails Office van de Ierse sportbond erkend als National Waymarked Trail. 
De Gealtacht Way bestaat uit vier lusvormige wandelpaden in het graafschap Donegal.

## Slí an Earagail(Errigal Way)
De Slí an Earagail is 77 kilometer lang en begint en eindigt in Dunlewey. Het pad wordt door het National Trails Office als "gemakkelijk" beoordeeld.  De route heeft een hoogteverschil van 720 meter. Het pad volgt een cirkelvormige route rond bossen, het platteland en de kustlijn rond Errigal en loopt door de dorpen Gweedore, Falcarragh, Derrybeg en Bunbeg. Het pad linkt naar twee kortere luswandelingen op Tory Island en Gola Island en er is ook een verbindingspad van 4,5 kilometer met de Rosses Way.

## Slí na Rosann(Rosses Way)
De Slí na Rosann is 65 kilometer lang en begint en eindigt in Dungloe. Het pad wordt door het National Trails Office als "gematigd" beoordeeld. De route heeft een hoogteverschil van 770 meter. Het pad loopt langs de meren en de kustlijn van de regio The Rosses  en loopt door de dorpen Burtonport, Anagaire, Crolly en Maghery. Het pad linkt naar een luswandeling rond het eiland Arranmore en er is ook een verbindingspad van 22 kilometer van het Townland Crovehy naar de Finn's Way, via Doochary.

## Slí na Finne(Finn's Way)
De Slí na Finne is 51 kilometer lang en begint en eindigt in Fintown. Het pad wordt door het National Trails Office als "gematigd" beoordeeld. De route heeft een hoogteverschil van 980 meter. Het pad loopt langs de bergen rond Lough Finn en de rivier Finn en loopt door de dorpen Cloghan en Commeen.

## Slí Cholmcille(Colmcille's Way)
De Slí Cholmcille is 65 kilometer lang en begint en eindigt in Ardara. Het pad wordt door het National Trails Office als "gematigd" beoordeeld. De route heeft een hoogteverschil van 1600 meter en loopt door de bergen en de kustlijn van het zuidwesten van Donegal, een gebied dat geassocieerd wordt met Sint-Colmcille naar wie het wandelpad vernoemd is. Het pad loopt door de dorpen Kilcar, Carrick en Glencolmcille.